# Ceramoclasteropsis coumae
Ceramoclasteropsis coumae är en svampart som beskrevs av Bat. & Cavalc. 1962. Ceramoclasteropsis coumae ingår i släktet Ceramoclasteropsis och familjen Capnodiaceae.   Inga underarter finns listade i Catalogue of Life.